# MicroPC

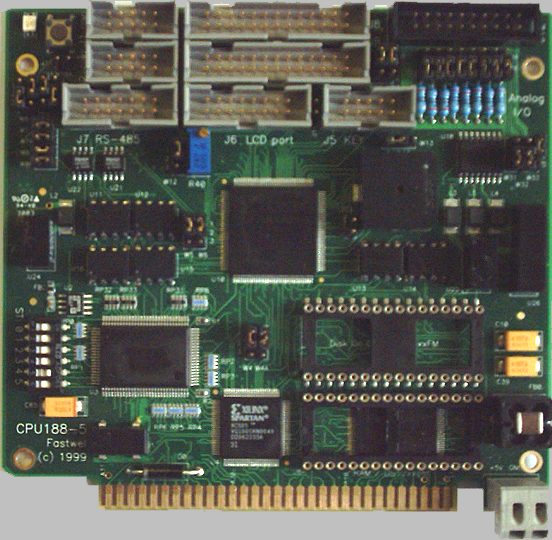
CPU188-5, Fastwel, Россия

MicroPC — форм-фактор и ISA совместимая шина расширения IBM PC-совместимых (x86) малогабаритных промышленных компьютеров для жёстких условий эксплуатации. Предложен американской компанией Octagon Systems (англ.) в 1990 году.
Размер плат MicroPC — 124 мм × 114 мм, что несколько больше похожего форм-фактора PC/104, предложенного компанией Ampro в 1987 году, который имеет размеры 96 мм × 90 мм. Платы семейства MicroPC имеют краевые контакты в виде ламелей, что позволяет их вставлять в монтажный каркас с пассивной объединительной панелью и последующим закреплением специальными планками. Такая 4-точечная схема крепления плат хорошо зарекомендовала себя в системах на базе шины VME. В системах с малым количеством плат системная шина может объединяться гибким многожильным кабелем с соответствующими разъемами, а сами платы крепиться винтами в виде этажерки, аналогично платам стандарта PC/104.
В отличие от модулей PC/104, модули MicroPC полностью совместимы по физическим и электрическим параметрам с шиной ISA и могут быть установлены в слоты расширения ISA персонального компьютера, например собранного на базе процессорного модуля и объединительной платы соответствующих спецификации PICMG 1.0.

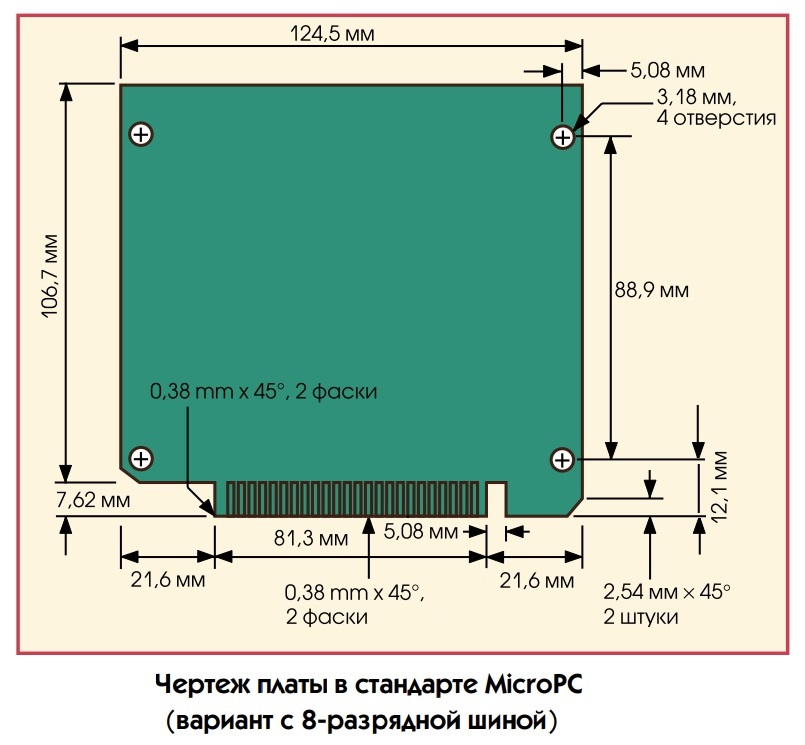
Габаритные размеры платы стандарта MicroPC с 8-разрядной шиной

Стандартные монтажные каркасы серии MicroPC поддерживают до 8 плат. Ограничение количества гнезд расширения связано со значительным изменением волнового сопротивления пассивной объединительной панели при низких температурах. При эксплуатации системы в нормальных климатических условиях количество гнезд расширения может достигать 12.
Подтверждённое время безотказной работы в жёстких условиях эксплуатации для плат форм-фактора MicroPC производства Octagon Systems и Fastwel составляет от 10 до 20 лет, (у Octagon Systems 10,23 … 25,23 года).
Выпускаются процессорные модули, модули дискретного ввода-вывода, аналогового ввода-вывода и прочие периферийные и интерфейсные платы, а также специализированные монтажные каркасы.
Процессорные модули выпускаются различного исполнения как по степени устойчивости к внешним воздействиям, так и по производительности и возможностям, например:
- модуль 5066 (Octagon Systems) работает в диапазоне температур окружающей среды от −40 до +70 °C, тип процессора — AMD 5x86/133 МГц, в ПЗУ DOS 6.22, совместимость с ОС Windows, Windows NT, QNX[5];
- модуль 5266 (Octagon Systems) работает в диапазоне температур окружающей среды от −40° до +75 °C при рабочей частоте процессора 366 МГц и −40° to +65 °C при частоте 500 МГц, тип процессора — AMD Geode LX800, работа модуля возможна с ОС Windows XPe, Linux и DOS[6];
- модули CPU188 (CPC107, Fastwel) работают в диапазоне температур окружающей среды от −40 °C до +85 °C, 40 МГц процессор Intel 80188-совместимый (Am188ES[7], innovASIC IA188ES[8][9], RDC R8830[10][11] и т. п.); операционные системы Fastwel FDOS6.22 или Microsoft MS-DOS 6.22[8].
- модуль CPU686 (Fastwel) работает в диапазоне температур окружающей среды от −40 °C до +70 °C, тип процессора — Geode GX1; операционные системы Microsoft MS-DOS, Windows 2000, Windows 9x, Windows NT, Windows CE; QNX; Linux;[12]
- модуль CPC106 (Fastwel) работает в диапазоне температур окружающей среды от −40 °C до +85 °C, тип процессора — STPC Vega (32 бит x86 РII ядро и 64 бит сопроцессор)[13]; ОС — DOS, QNX 6.х, RTOS-32, Windows CE 5.0, Windows XPe, Linux, Windows 2000[14].

Особенность конструкции:
- пассивная материнская плата (объединительная панель или шлейф);
- 4-точечное крепление плат расширения;
- возможно наличие дополнительных дискретных и аналоговых портов ввода-вывода[15] или наличие расширения PC/104[16] у процессорных модулей;
- сторожевой таймер;
- расширенный температурный диапазон: от −40 до +85 °C;
- низкое энергопотребление и выделение тепла.